# Pyrrhura
Pyrrhura (del griego πυρός pyrós «fuego», y οὐρά ourá «cola») es un género de aves psitaciformes de la familia de los psitácidos que habita una buena parte de Sudamérica y el sur de Centroamérica, y se conocen comúnmente como cotorras o chiripepés. Este género comprende loros de plumaje dominantemente verde y cuerpo alargado, de entre 22 y 30 cm de largo,[cita requerida] y entre 50 y 100 g de peso.[cita requerida] Pueden vivir entre 25 y 30 años.[cita requerida] No tienen dimorfismo sexual, a excepción de Pyrrhura orcesi.[cita requerida]

## Comportamiento

### Alimentación
Estos loros consumen legumbres y frutas frescas, y a veces, granos y panizo.[cita requerida]

### Reproducción
La madurez sexual se alcanza a la edad de un año.[cita requerida] La hembra pone, generalmente, de 4 a 6 huevos (en algunos casos un mínimo de 3 y un máximo de 8), que miden aproximadamente 20 x 26 mm.[cita requerida] La incubación dura entre 22 y 24 días.[cita requerida] Los pichones pesan de 4 a 5 g al momento de la eclosión[cita requerida] y permanecen entre 6 y 7 semanas en el nido.[cita requerida]

## Especies

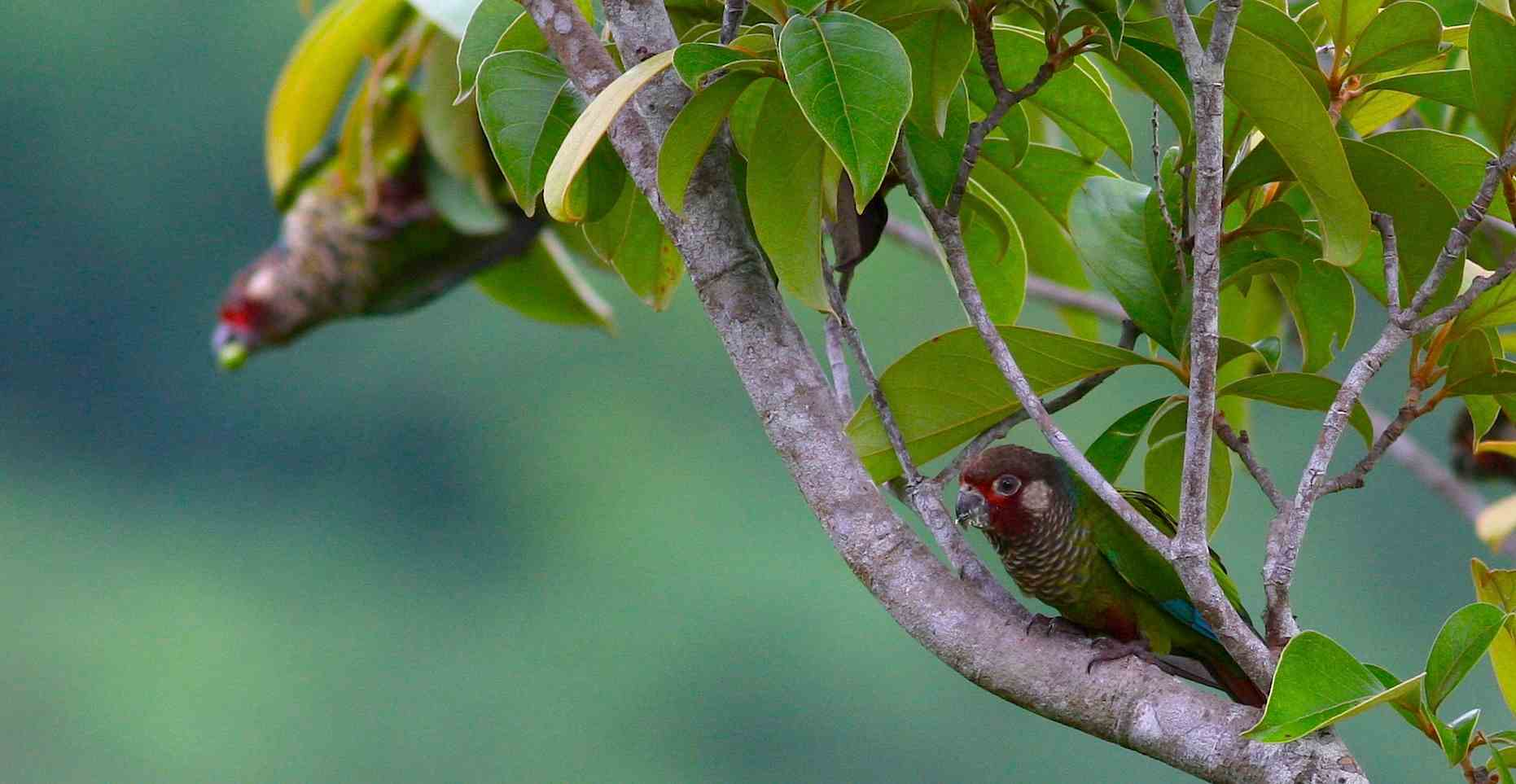
Pyrrhura picta

- Pyrrhura albipectus cotorra cuello blanco Chapman, 1914
- Pyrrhura amazonum perico santarém Joseph y Bates, 2002
- Pyrrhura caeruleiceps perico de Todd Todd, 1947
- Pyrrhura calliptera periquito aliamarillo o cotorra pechiparda (Massena et Souance, 1854)
- Pyrrhura cruentata cotorra tiriba (Wied-Neuwied, 1820)
- Pyrrhura devillei chiripepé de ala anaranjada (Massena y Souance, 1854)
- Pyrrhura egregia perico de Pantepui  (P. L. Sclater, 1881)
- Pyrrhura eisenmanni perico de Azuero Delgado, 1985
- Pyrrhura frontalis perico de vientre rojo (Vieillot, 1818)
- Pyrrhura griseipectus periquito sujo Salvadori, 1891
- Pyrrhura hoematotis  perico de cuello rojo  Souance, 1857
- Pyrrhura hoffmanni cotorra catana
- Pyrrhura lepida   cotorra pulcra (Wagler, 1832)
- Pyrrhura leucotis Periquito de orejas blancas  (Kuhl, 1820)
- Pyrrhura melanura perico de cola negra (Spix, 1824)
- Pyrrhura molinae cotorra de Molina
- Pyrrhura orcesi cotorra de El Oro Ridgely y Robbins, 1988
- Pyrrhura perlata perico perla (Spix, 1824)
- Pyrrhura peruviana cotorra peruana Hocking, Blake et Joseph, 2002
- Pyrrhura pfrimeri cotorra de Pfrimer Ribeiro, 1920
- Pyrrhura picta perico pintado (Statius Muller, 1776)
- Pyrrhura rhodocephala cotorra cabeza roja (P. L. Sclater y Salvin, 1871)
- Pyrrhura rupicola  cotorra capirotada  (Tschudi, 1844)
- Pyrrhura subandina cotorra subandina Todd, 1917
- Pyrrhura viridicata  cotorra de Santa Marta Todd, 1913

## Galería

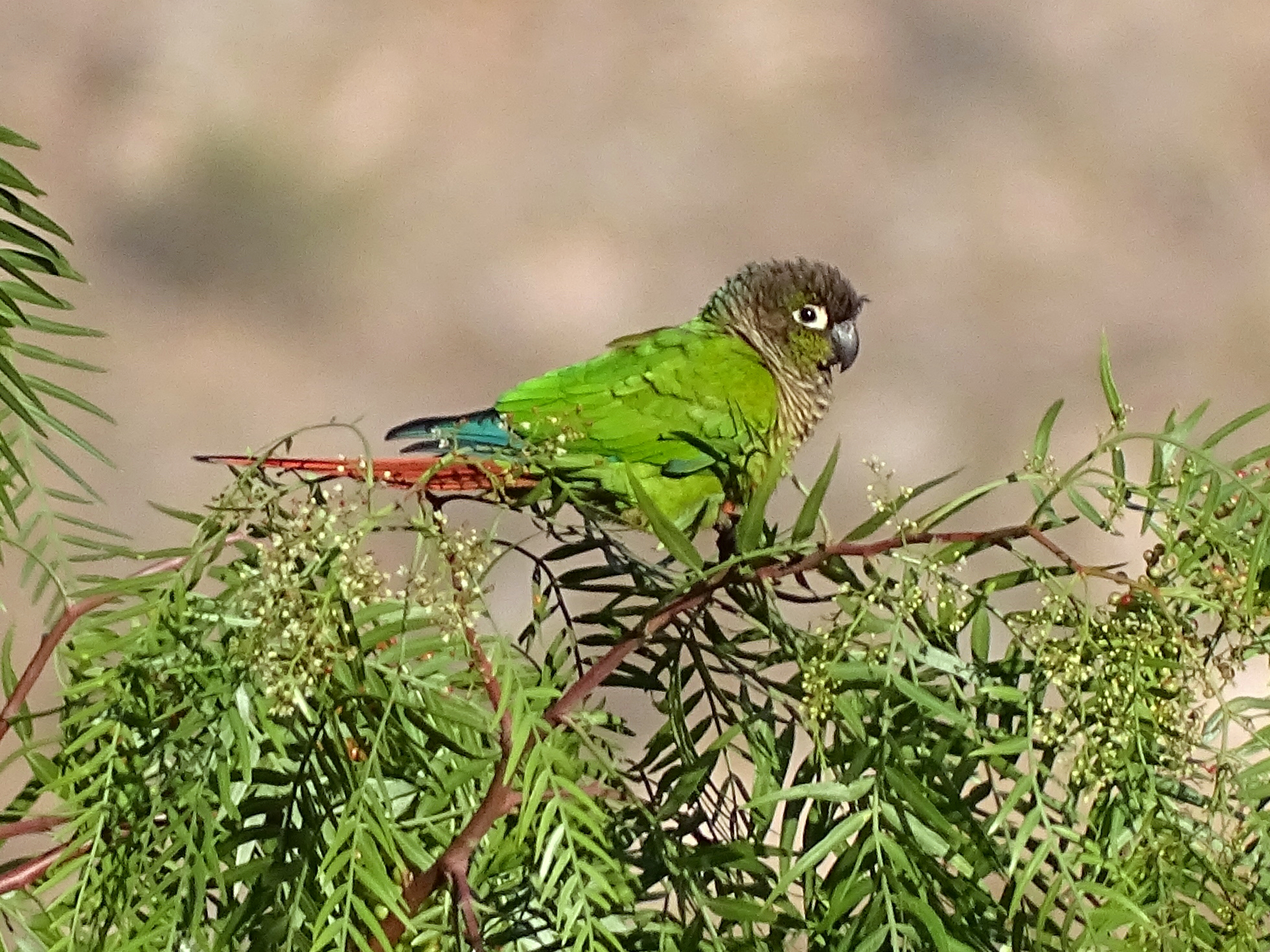
Pyrrhura molinae
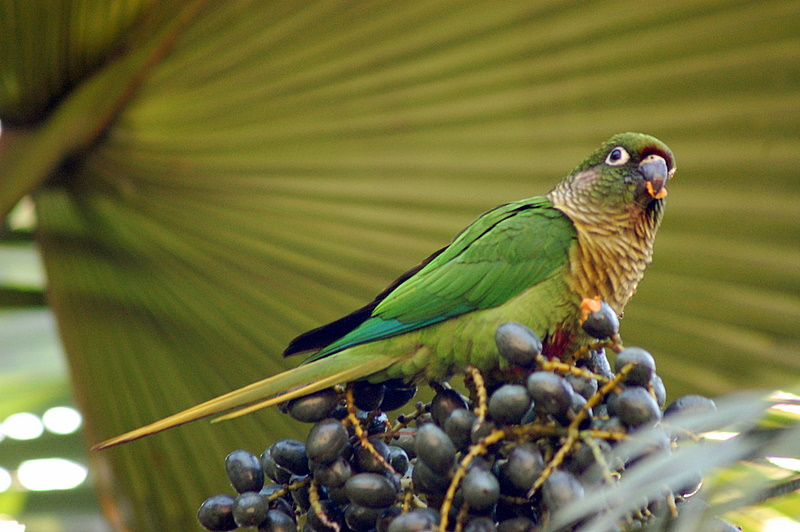
Pyrrhura frontalis
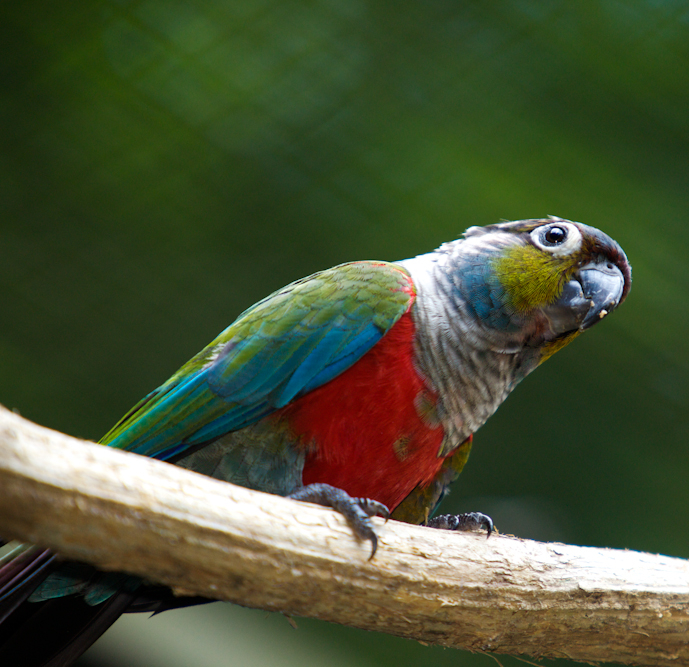
Pyrrhura perlata
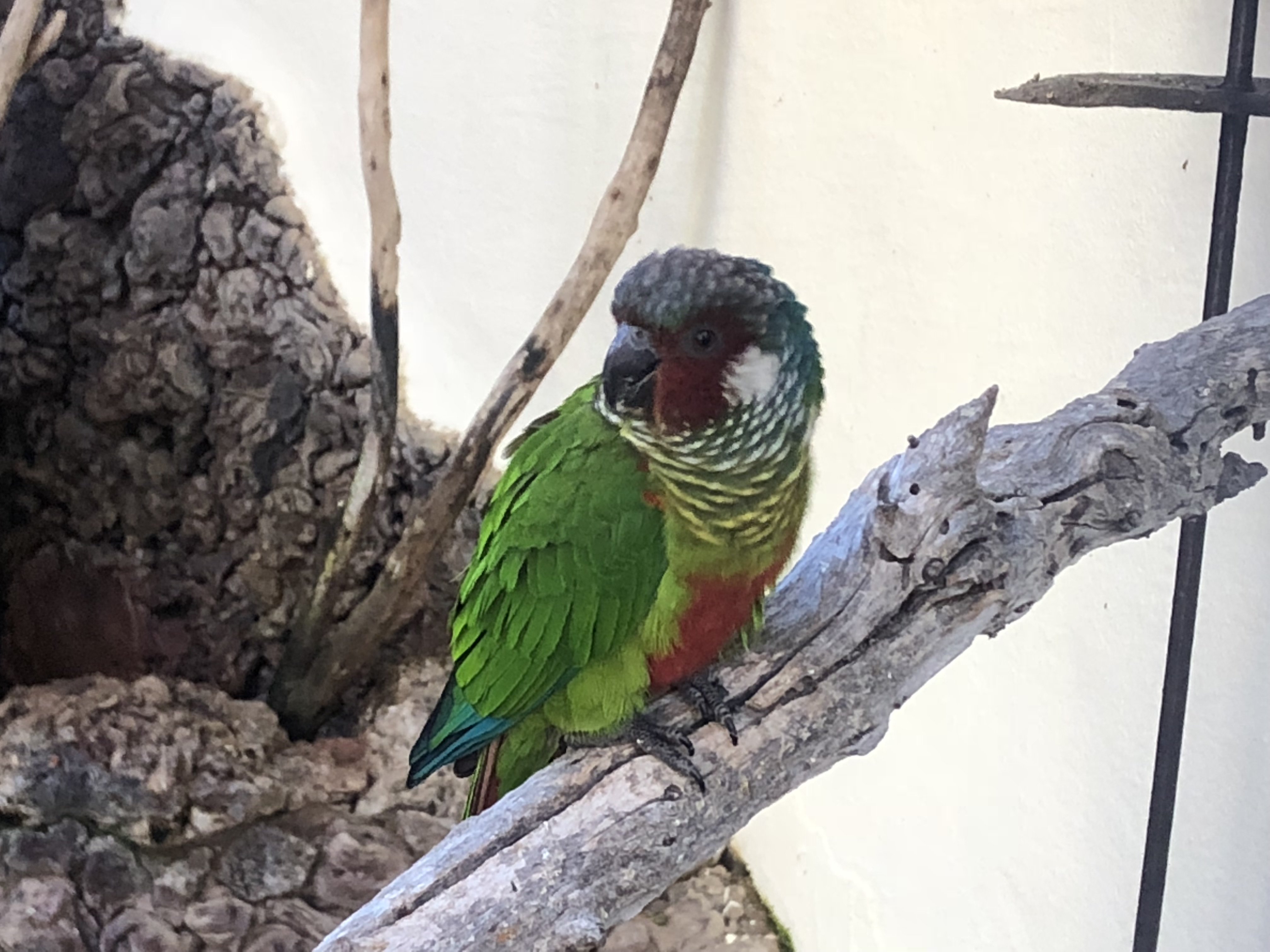
Pyrrhura leucotis
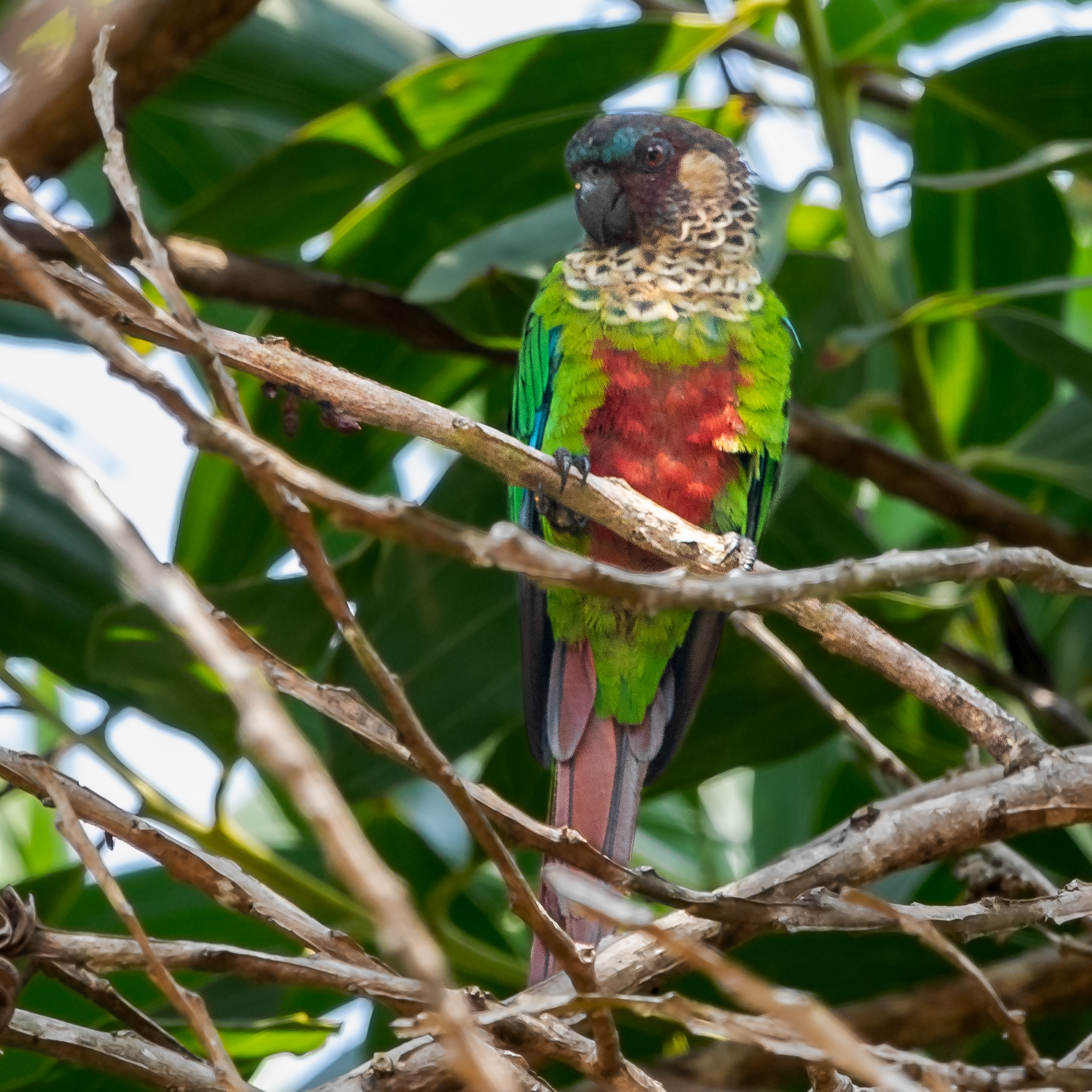
Pyrrhura amazonum